# Acraea matuapa
Acraea matuapa is een vlinder uit de familie van de Nymphalidae. De wetenschappelijke naam van de soort is voor het eerst gepubliceerd in 1889 door Henley Grose-Smith.

## Verspreiding
Deze soort komt voor in Oost-Kenia en Noordoost-Tanzania.

## Habitat
De soort kan worden aangetroffen in graslanden en in en rondom bossen dicht bij de kust, tot een hoogte van 1400 meter boven zeeniveau in Tanzania.